# テルペン

テルペノイドはイソプレン（左上）を基本単位として構成される。リモネン（上中）は2個の、ファルネソール（上右）は3個のイソプレン単位からなる。これらは香料として使われる。ビタミンA（レチノール、下）もテルペノイドの一種であり、これは4個のイソプレン単位を持つ

テルペン (terpene) はイソプレンを構成単位とする炭化水素で、植物や昆虫、菌類、細菌などによって作り出される生体物質である。もともと精油の中から大量に見つかった一群の炭素10個の化合物に与えられた名称であり、そのため炭素10個を基準として体系化されている。分類によってはテルペン類のうち、カルボニル基やヒドロキシ基などの官能基を持つ誘導体はテルペノイド (terpenoid) と呼ばれる。それらの総称としてイソプレノイド (isoprenoid) という呼称も使われる。

## 特徴
「テルペン」の語源はテレピン油であるが、実際はテレピン油に限らず多くの植物の精油の主成分である。テルペンは2つ以上のイソプレン単位 (C5) から構成されており、イソプレン単位の数に応じて、それぞれモノテルペン (C10)、セスキテルペン (C15)、ジテルペン (C20)、セステルテルペン (C25)、トリテルペン (C30)、テトラテルペン (C40) と呼ばれる。さらにイソプレン単位が多数重合すれば、天然ゴム（イソプレンゴム）が得られる。
モノテルペンはバラや柑橘類のような芳香を持ち、香水などにも多用される。例えばリモネンはレモンなど柑橘類に含まれる香気成分であり、溶剤や接着剤原料などとしても利用される。メントールは爽やかな芳香を持ち、菓子や医薬品に清涼剤として用いられている。
モノテルペン類よりも大きなテルペノイドには生体において重要な役割（生理活性）を果たすものが多い。例えばトリテルペン類のスクアレンやホパノイド、コレステロール（ステロールの一種）は細胞膜の調整に重要な働きをする。特にステロールは真核生物の細胞膜の維持に必須である。また、植物色素として知られるカロテノイドもテルペノイドの一種である。カロテノイドは光合成生物において受光補助作用をもつ。また抗酸化機能も併せ持つ。同様にビタミンA、D、E、K、コエンザイムQあるいはクロロフィル、ヘム、胆汁酸もテルペノイドに由来する。セスキテルペノイドのアブシジン酸は植物ホルモンとして作用し、ジテルペノイドであるパクリタキセルは抗癌剤として使われる。
また、タンパク質を細胞膜に接着させるために疎水性であるイソプレノイド分子をタンパク質に付加するプレニル化が知られる。

### 性質
大部分のテルペンは水に溶けない、すなわち疎水性である。その他の物理的・化学的性質については特に共通するといえる点はみられない。また、天然物をテルペンであると決めることができるような物理化学的性質もない。
生理機能についても、全てのテルペンおよびテルペノイドに共通するものは存在せず、個々のサブグループがそれぞれ異なる機能を生体内で担っている。例えば植物は二次代謝物として多量かつ多種類のテルペン（主にジテルペンまで）を生産するが、一方トリテルペンは植物のみならずすべての真核生物、および多くの細菌の細胞膜中で重要な生理機能を担っている。また、テトラテルペンは光合成における集光補助作用や抗酸化作用を示し、真核生物、細菌そして一部の古細菌にとって重要である。

### 生産

ピネンから樟脳を製造する際の反応式

モノ・セスキ・ジテルペンは全て植物から、もしくはその精油から、水蒸気蒸留、抽出、クロマトグラフィーといった操作によって得られる。若い植物は炭化水素であるテルペンが、成熟した植物は酸素を含んだ誘導体、例えばアルコール、アルデヒド、ケトンなどを含んだものを生産する。工業的に化学合成され、生産されているテルペンもある。松の樹液から得られるピネンはメンタン、ミルセンやペリルアルデヒド、樟脳など、他のテルペノイドの合成原料として利用される。また、ミルセンからはメントールが製造される。

## 歴史
「テルペン」という名称は、アウグスト・ケクレによって考案された、テレピン油 (turpentine) に由来するものである。最初はテレピン油に含まれる炭化水素や樹脂酸といった物質を指す語であった。のちに意味する対象は広がり、語の定義もより正確なものになっていった。テルペンの化学に最も大きく貢献したのは、ケクレのもとで研究を行ったオットー・ヴァラッハと、クロアチア生まれの化学者レオポルト・ルジチカである。

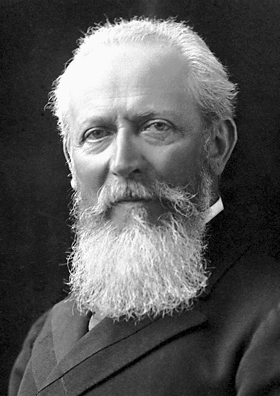
オットー・ヴァラッハ（1847年 - 1931年）

当初、テルペンには抽出された植物などを由来とする名称が与えられていたため、結果として同じ化合物に対して複数の名前が付けられていた。ヴァラッハは1884年にそれらの整理を行い、多くは同一のものであることを示した。1892年には9種のテルペンの存在を明らかにした。また、1884年から1914年にかけて、180ページからなる Terpene und Camphor （テルペンと樟脳）を著した。ヴァラッハはテルペンがイソプレンを元に構成されていることも指摘した。アドルフ・フォン・バイヤーはテルペンの構造の整理に関する研究を行った。しかしながら、長きにわたる調査にもかかわらず、完全に構造がわかっているテルペンは多くなかった。セスキテルペンで初めて正しい分子式が明らかにされたのはサンタレンで、1910年、フリードリヒ・セムラー (Friedrich William Semmler) によるものである。
イソプレン則の原型は1887年にヴァラッハによって提唱され、1922年にルジチカによって「イソプレン則」としてまとめられた。フェオドル・リュネンとコンラート・ブロッホは1964年にテルペンの生合成に関する報告を行い、のち1965年にリュネンは著書 Der Weg der "aktivierten Essigsäure" zu den Terpenen und Fettsäuren （「酢酸」からテルペンおよび脂肪酸への経路）を発表した。

## 生合成

### イソプレン単位の合成
生物によるテルペンの合成（生合成）がどのようにして行われているのかを初めて明らかにしたのはリュネンとブロッホである。彼らはメバロン酸経路によるイソペンテニル二リン酸 (IPP) およびその異性体であるジメチルアリル二リン酸 (DMAPP) の生成がテルペン合成の起点となることを示した。IPPとDMAPPは合わせてイソプレン単位と呼ばれる。その後の研究によって、植物ではIPPおよびDMAPP へと至る他の生合成経路も存在することが明らかとなり、こちらは非メバロン酸経路と呼ばれる。植物においてメバロン酸経路は細胞質基質に、非メバロン酸経路は葉緑体や白色体などのプラスチドに見られる。これらふたつの代謝経路の間で物質がやりとりされることはほとんどない。すべてのモノテルペンとジテルペンはプラスチドで生合成されるのに対し、すべてのセスキテルペンは細胞質基質で生合成される。
今日ではメバロン酸経路は主に真核生物と古細菌に、一方で非メバロン酸経路は主に細菌に分布していることがわかっている。ただし、一部の細菌はメバロン酸経路をもつ。また、光合成を行う真核生物（藻類、植物）は多くがメバロン酸経路と非メバロン酸経路の両方をあわせ持っている。これは真核生物本来のメバロン酸経路に加えて、細胞内共生により取り込んだシアノバクテリア由来の非メバロン酸経路を今も維持しているためである。ただし、種によってはどちらか一方しかもっていない。例えば緑藻は非メバロン酸経路のみを保持している。今のところ非メバロン酸経路は古細菌には見つかっていない。
テルペン合成の例として、メバロン酸経路では酢酸の活性化体であるアセチル補酵素A（アセチルCoA）より合成が始まる。アセチルCoAがクライゼン縮合によってアセチル化体であるアセトアセチルCoAとなり、さらにアルドール縮合を受けるとβ-ヒドロキシ-β-メチルグルタリルCoAが生成する。これがメバロン酸に変換される。
次にメバロン酸はリン酸化され、ホスホメバロン酸、さらにジホスホメバロン酸となる。その後、メバロン酸経路の最終生成物であるイソペンテニル二リン酸（IPP、C5）とその異性体であるジメチルアリル二リン酸（DMAPP、C5）へと変換される。メバロン酸経路をもつ真核生物および細菌ではメバロン酸からイソペンテニル二リン酸（IPP）までの３つの酵素反応はすべて相同な酵素群（GHMP酵素ファミリー）によって触媒される。一方、古細菌ではホスホメバロン酸からイソペンテニル二リン酸までの区間は真核生物・細菌とは別ルートで、２つの非GHMP酵素によって触媒される（変形メバロン酸経路）。

### イソプレン単位の縮合
次段階として、IPPおよびDMAPPはプレニル基転移酵素（プレニルトランスフェラーゼ；IPPS）によってさまざまなテルペンの基本骨格に誘導される。まずジメチルアリルトランストランスフェラーゼ（GPPS）によってIPP がDMAPPに結合してC10ゲラニル二リン酸 (GPP) が合成される。GPPはモノテルペン生合成の出発物質となる。ファルネシル二リン酸合成酵素（ファルネシル二リン酸シンターゼ；FPPS）はGPPにIPPを結合させてC15ファルネシル二リン酸 (FPP) を合成する。FPPはセスキテルペン生合成に利用される。さらにFPPを出発物質としてIPPが逐次結合することで、より長鎖のイソプレノイドが合成される。このイソプレノイド鎖の延長は基質（FPP）の末端（tail）にIPPの先端（head）が結合する（head-to-tail condensation）。IPPSは生成するイソプレノイド鎖の長さに応じて短鎖IPPS（C25まで）と長鎖IPPS（C30以上）に分けられる。GPPSおよびFPPSはともに短鎖IPPSである。両者はアミノ酸配列が相同で、共通祖先から分岐したと推定される。両者はすべての生物の共通祖先（LUCA）の時代にはすでに分岐していたと考えられている。すなわち、何らかのイソプレノイドがLUCA以前から存在していた可能性が高く、イソプレノイドの起源は生物史の中で極めて古い。ただし、メバロン酸経路と非メバロン酸経路のどちらが先に存在していたかは結論が出ていない。
イソプレノイド鎖の延長にはいくつかの様式があり、関与する酵素も異なる。まずIPPSの基質（FPP）に対し結合するIPPの立体配置によって、IPPSはcis型とtrans型に分けることができる（イソプレノイド鎖の長さに関係なく）。関与するIPPSの種類に応じて合成されるイソプレノイドも異なる立体構造を有する。cis型IPPSとtrans型IPPSの間に進化上の繋がりはなく、それぞれ独立して進化したと考えられる。trans型IPPSは短鎖・長鎖どちらのイソプレノイド合成にも広く関与しており、一般にテルペンの生合成という場合、暗黙のうちにtrans型を指している場合が多い。一方、cis型IPPSは主に長鎖イソプレノイド合成にかかわるが、短鎖イソプレノイドを合成するものも見つかっている。cis型イソプレノイドにも重要な生理機能を有するものが含まれている（dolichol, bactoprenolなど）。
基質に対するIPPの立体配置以外に、結合する位置にも種類がある。最も広く分布しているイソプレノイド鎖延長反応は基質の末端とIPPの先端が結合するhead-to-tail condensationである。この反応を触媒するtrans型IPPSが上に記したように最も起源が古いと思われる。一方、基質の先端とIPPの先端が結合するhead-to-head condensation、さらにイソプレノイド鎖の中間に新たなIPPが結合して鎖が分岐するような結合を触媒するIPPSも一部の生物で見つかっている(head-to-middle condensation)。他にも例は少ないものの様々な結合様式が存在することがわかっている。ただし、head-to-tail condensation以外の結合様式は生化学的には興味深いものの、生物界における分布は多くの場合限定的である（以下に記述するスクアレン合成酵素など例外もある）。
スクアレン合成酵素（SQS）により2つのFPP分子の先端同士が結合（head-to-head condensation）するとC30スクアレンが生成する。スクアレン合成酵素はtrans型IPPSと進化上関連している（アミノ酸配列が相同）。スクアレンはホパノイドやステロール（コレステロールやフィトステロールなど）といったトリテルペンの出発物質となる。スクアレン合成酵素は真核生物ではsqs遺伝子、細菌ではsqsまたはhpnCDE遺伝子にコードされている。head-to-head condensationではtrans型の立体配置しか見つかっていない。一方、ゲラニルゲラニル二リン酸合成酵素（CrtB）はFPPとIPPからジテルペンの基本骨格となるC20ゲラニルゲラニル二リン酸 (GGPP) を合成する。さらに、2つのGGPP分子が結合するとC40フィトエンが生成し、テトラテルペン（カロテノイド）の出発物質となる。GGPP分子の結合はFPP分子の結合と同様先端同士が結合する。実際、スクアレン合成酵素はフィトエン合成酵素から派生したと推測されている。

### 環化
スクアレンに至るまでテルペンの基本骨格が構築されたのち、各テルペンはさらに他の酵素によって修飾され様々なテルペノイドへと変換されてゆく。特にイソプレノイド鎖の環化によって様々な立体構造が可能になる。テルペン環化酵素（テルペン・シクラーゼ）は大きく３つのグループが知られている。１つ目の酵素グループはプレニル基転移酵素（trans型）やスクアレン合成酵素とアミノ酸配列に相同性が見られる（共通の祖先からそれぞれ進化している）。これらの酵素はC20ジテルペンまでの環化を触媒する。この酵素グループを特にテルペン合成酵素（terpene synthase）を呼ぶ場合もある。2つ目の酵素グループは1つ目の酵素群とは相同性がなく、C20ジテルペン以上のイソプレノイド鎖の環化を触媒する（現在C40イソプレノイド鎖までの環化が知られている）。詳しく研究されている例としてC30スクアレンおよびC30オキシドスクアレンの環化酵素がある。オキシドスクアレン環化酵素（ラノステロール・シンターゼなど）は真核生物において重要な役割をもつステロイドの炭素骨格を合成するのに対し、スクアレン環化酵素（スクアレン・ホペン・シクラーゼなど）は一部の細菌においてステロールと類似の機能を担うホパノイドの炭素骨格を合成する。スクアレン環化酵素がスクアレンを直接環化するのに対し、オキシドスクアレン環化酵素はスクアレンをエポキシ化したオキシドスクアレンを環化する。1つ目および2つ目のテルペン環化酵素グループは（互いに相同性はないが）進化の過程で密接な関係をもっている（αおよびβγモジュール）。3つ目の酵素グループも他の２つの環化酵素グループとは相同性はなく、C40テトラテルペンの環化を触媒する。
真核生物および細菌では様々な環状テルペンが広く分布しているが、古細菌では一部にしか存在しない（カロテノイド）。古細菌ではイソプレノイド鎖（FPPやGGPPなど）は広く利用されているが、そこから誘導されるテルペンおよびテルペノイド類はほとんど見つかっていない。

## 分類
一般的にイソプレン単位の数によって分類される。イソプレン一分子は５つの炭素をもつため、基本骨格であるイソプレノイド鎖は５の倍数の炭素数をもつ。炭素数が5個のものはヘミテルペン (hemiterpene)、10個のものはモノテルペン (monoterpene)、15個のものはセスキテルペン (sesquiterpene)、20個のものはジテルペン (diterpene)、25個のものはセステルテルペン (sesterterpene)、30個のものはトリテルペン (triterpene)、35個のものはセスクアルテルペン (sesquarterpene)、40個のものはテトラテルペン (tetraterpene) と呼ばれる。接頭辞はギリシャ語に由来し、それぞれモノ (mono-)、ジ (di-)、トリ (tri-)、テトラ (tetra-) は1から4、ヘミ (hemi-) は半分、セスキ(sesqui-) は1と1/2、セステル (sester-) は2と1/2、セスクアル (sesquar-) は3と1/2 を意味する。ただし、生合成が進み各種テルペノイドに誘導される過程で、炭素原子が付加されたり取り除かれることもあるため、炭素数が5の倍数にならないテルペノイドも多数ある。

構造によって非環式、単環式、二環式、三環式のように分類される場合がある。それぞれ分子内に0個、1個、2個、3個の環状構造を含む。さらに細かく骨格構造によって分けられることもある。

左側がhead、右側がtail

また、イソプレン単位が繋がっている向きによって、「head-tail」「head-head」「tail-tail」のように分類される。メチル基が2個ついている側がhead、エチル基の側がtailである。

## ヘミテルペン

左からプレノール、3-メチル-3-ブテン-2-オール、チグリン酸、アンゲリカ酸、セネシオ酸、イソ吉草酸

イソプレン単位を1個だけ持つものはヘミテルペノイドと呼ばれる。よく知られているものはおよそ25種あるが、天然に見られるのはごくまれである。アルコール誘導体のプレノールや、カルボン酸誘導体であるチグリン酸、アンゲリカ酸、セネシオ酸、イソ吉草酸が例である。

## モノテルペン
モノテルペノイドは900種類以上知られており、すべてモノテルペン合成酵素によってゲラニル二リン酸から生合成される。反応は複雑なものであり、多様な構造を持つモノテルペノイドが作り出される。三環式のものはほとんど存在しないが、ボルナンの2,6位が架橋したトリシクレン、甲虫が分泌するカンタリジンが知られる。セスキテルペノイドとともに植物によって作り出され、精油の主成分を構成する。針葉樹の落葉などからなる森林の土には1立方メートルあたり1リットル程度のモノテルペノイドが含まれる。これは山火事が広がりやすいことの主な理由のひとつである。

### 非環式

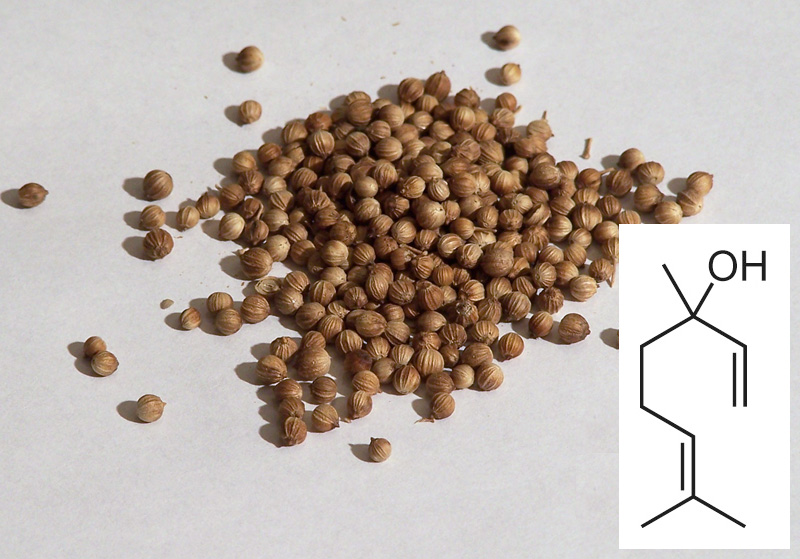
コリアンダーの種子にはリナロールが含まれる

代表的なモノテルペンはミルセン、オシメン、コスメンである。ミルセンは月桂樹、オシメンはラベンダーの精油に含まれる。
リナロールはバラ、ラベンダーに含有される。コリアンダーの葉やパルマローザ油はゲラニオールとネロールを含む。シトロネロールはシトロネラ油から、ミルセノールはタイム油から得られる。ラベンダー油にはラバンジュロールもみられる。イプスジエノールはランの花の香り成分である。これらはモノテルペノイドアルコールである。
モノテルペノイドアルデヒドのネラールとゲラニアールはシス-トランス異性体であり、まとめてシトラールと呼ばれる。香料の原料として利用され、例えばアセトンと縮合させたのち環化させるとイオノンの2種の異性体が得られる。これはスミレのような香りをもつ。イオノンはカロテンやレチノール（ビタミンA）の原料でもある。シトロネラールは防虫剤として使われる。
フラノイドモノテルペンとしてペリレンやローズフランが知られる。ローズフランはバラ油の香気成分で、ペリレンは精油中に含まれる防御フェロモンである。
カルボン酸としてはゲラニル酸が知られる。

### 単環式

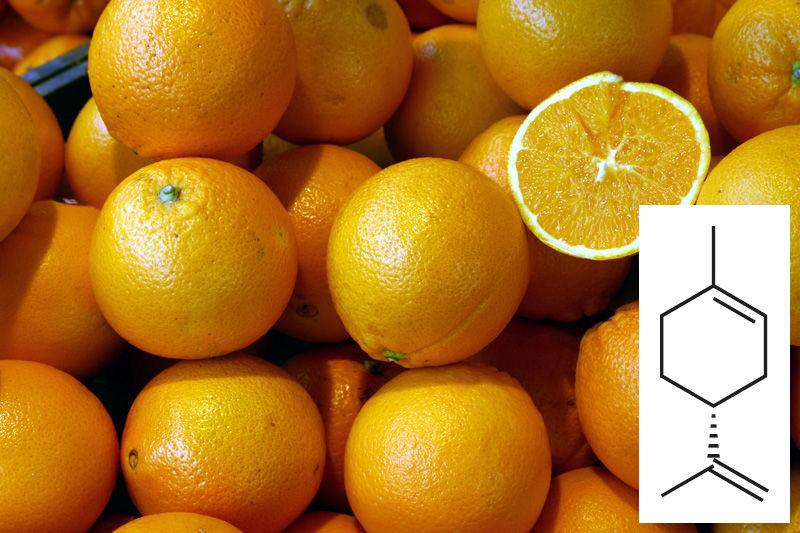
リモネンはオレンジやレモンなどの柑橘類の果皮にみられる

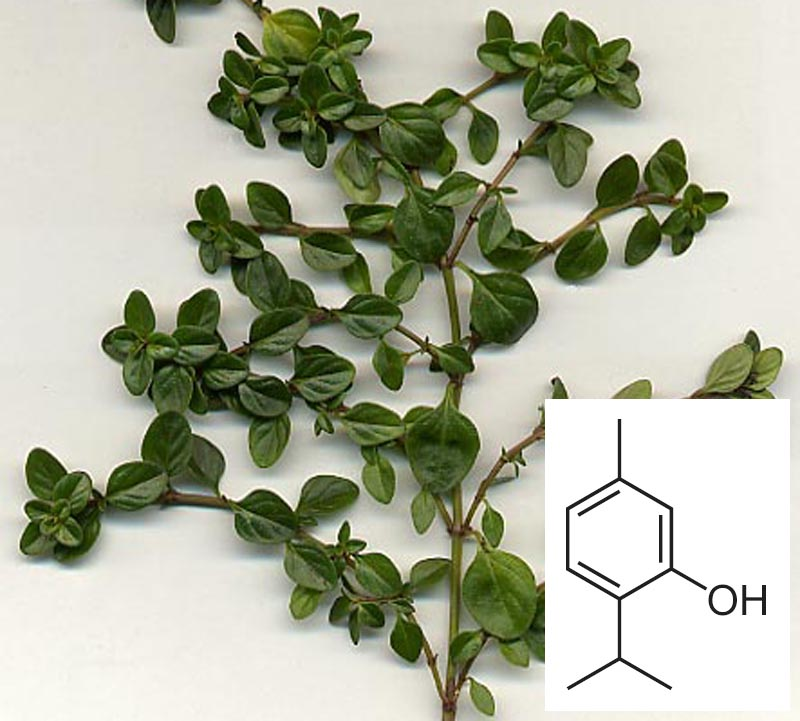
チモールの名称はハーブの一種、タイムに由来する

単環式のモノテルペノイドはほとんどがパラメンタン骨格を持つが、シクロプロパンやシクロブタン、シクロペンタン骨格を持つものも存在する。クリサンテモール（シクロプロパン）、グランジソール（シクロブタン）、ジュニオノン（シクロブタン）が例として挙げられる。におい閾値がもっとも低い化合物として知られるチオテルピネオールも単環式モノテルペノイドである。
シクロペンタン骨格を持つモノテルペノイドはおよそ200種ほど知られており、イリドイドやセコイリドイドに分類されている。イリドイドはイリドミルメクス属 (Iridomyrmex) のアリからはじめて単離された（数少ない非植物由来のテルペノイドである）ことからその名が付けられた。シクロペンタンにピロンが縮環した骨格を持ち、炭素数が5の倍数でないものも含まれる。イリドイドは月経困難症の手当てに使われるセイヨウニンジンボクの果実や、リウマチに効くとされるライオンゴロシなどに含まれる。
シクロヘキサン環を持つ単環性モノテルペンはさらにいくつかのグループに分けられる。炭化水素としてはメンタン、リモネン、フェランドレン、テルピノレン、テルピネン、シメンが最もよく知られている。メンタンは他のものに比べ天然に見出されることは少ない。リモネンは多くの植物に含まれ、テルピノレン、テルピネンも芳香成分として精油中に存在する。テルピノレンはシロアリの警告フェロモンでもある。フェランドレンはキャラウェイ、フェンネル、ユーカリなどに、シメンはサマーセイボリーなどに含有される。
メントールはハッカ油の主成分であり、鎮痛剤ほか多くの医療品に用いられる。ハッカ油にはプレゴールも含まれる。ピペリトールはユーカリやペパーミントに含まれる。テルピネオールは香気成分、カルベオールは柑橘類の精油成分である。チモールはタイムやオレガノの精油中に含まれる。ジヒドロカルベオールはキャラウェイ、コショウ、セロリ、ミントに含まれる。
メントンとプレゴン、およびそれらの鏡像異性体は、メントールと同じくハッカ油中に存在する。フェランドラールはセリ科の植物にみられる。カルボンやカルベノンはキャラウェイやイノンドに、ピペリトンはユーカリ精油に含まれる。
ユーカリプトール（1,8-シネオール）はエポキシ化合物である。殺菌剤としての効果を持ち、主にユーカリや月桂樹、あるいは1,4-シネオールとともにビャクシンに含まれる。アスカリドールはペルオキシド構造を持ち、アカザ属の植物にみられる。

### 二環式

二環式モノテルペンの主な骨格

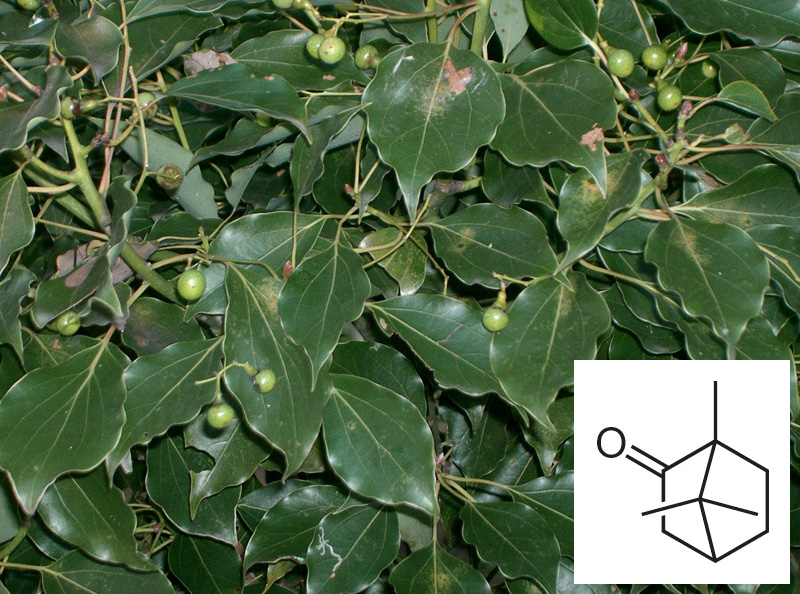
樟脳（カンファー）はクスノキの葉や枝から得られる

二環式モノテルペンの基本骨格で主なものはカラン、ツジェン、ピネン、ボルナン、フェンカン、イソボルナン、イソカンファンである。
3-カレンはテレビン油の主成分であり、クロコショウや柑橘類、モミ、ビャクシン属の植物にも含まれる。ツジェンはコリアンダーやイノンドに、またサビネンとともに精油中にみられる。ツジョンはニガヨモギから得られ、それを原料とする酒であるアブサンやベルモットにも含まれる。ツジャノールはクロベ属 (Thuja)、ビャクシン属、ヨモギ属の植物に存在する。カラン骨格を持つカルボン酸、例えばカミン酸はヒノキ属 (Chamaecyparis) の植物に含まれる。
ピネンは3-カレンに次ぐテレビン油の主成分である。テレビン油にはベルベノールやベルベノンも含有されるが、それらはローズマリー油中にも存在する。またキクイムシの性フェロモンでもある。ピノカルボンはユーカリ精油にも含まれる、シャクガ科の昆虫 Bupalus piniaria の性フェロモンである。
カンファー（樟脳）は血行促進、去痰などさまざまな薬効を持つとされ、クスノキ (camphor laurel) から単離される。クスノキからはボルネオールも得られる。イソボルネオールはさまざまなキク科の植物に含まれる。
フェンカン誘導体、特にフェンコンとフェンコールは種々の精油中に含まれる。フェンケンやその誘導体はまれにしかみられない。

## セスキテルペン
セスキテルペノイドは3000種以上存在する、テルペノイド中で最も大きなグループである。すべてファルネシル二リン酸から誘導され、3個のイソプレン単位によって構成される（15炭素）。数多く知られているが、香料などとして重要なものはおよそ20種程度である。

### 非環式
ファルネシル二リン酸が骨格の基本構造をなすが、これは含油頁岩（オイルシェール）中などにみられる。ファルネソールはバラやジャスミンの精油から得られる。ネロリドールはオレンジ精油に、β-シネンサールはオレンジの花に含まれる。非環式フラノイドセスキテルペンとしてデンドロラシン、セスキロセンフラン、ロンギホリンが知られる。デンドロラシンは植物のみでなくアリからも得られ、その名はクサアリ亜属 (Dendrolasius) の学名に由来する。アブシジン酸は植物の生長などを調節する。幼若ホルモンは幼虫の生長を促進するホルモンである。

### 単環式

単環式セスキテルペンの骨格

単環式セスキテルペンは母体となる骨格によって、ビサボラン、ゲルマクラン、エレマン、フムラン誘導体に分けられる。
ビサボラン誘導体は植物中に存在する天然物として100種以上が知られている。ジンギベレンはショウガ精油に、ビサボレンはヒノキ属やマツ属の植物に含まれる。ビサボールはカモミールの精油から得られ、抗炎症薬としての作用を持つ。

### 多環式
大部分のセスキテルペンは多環式である。

多環式セスキテルペンの骨格

約30種が知られているカリオフィラン誘導体の中でもっとも重要なものはカリオフィレンであり、キャラウェイ、コショウ、フトモモに含まれる。オイデスマン誘導体およびフラノオイデスマン誘導体はおよそ450種が知られている。セリネンはセロリやアサに、オイデスモールはユーカリに、コストールはコスタス属 (Costus) の植物の根に存在する。サントニンは駆虫剤として作用する。重要なフラノオイデスマン誘導体のひとつとしてツビポフランが知られる。150種ほどのエレモフィラン誘導体やバレラン誘導体は高等植物などにみられる。ノートカトンは11-エレモフィレン-2,9-ジオンとともにグレープフルーツの香り成分として知られる。カジナン誘導体は150種類程度がよく知られており、カジナジエンはホップ精油から、ムーロラジエンはテレビン油精製物から、カジネンはクベバやビャクシン属植物から、それぞれ得られる。アルテミシア酸は抗菌活性を持つ。グアジャンおよびシクログアジャン誘導体は400種が知られる。グアジャジエンはトルバルサムから発見された。アンブロシア酸のようなプソイドグアジャネン類はブタクサ属 (Ambrosia) の植物に存在する。ヒマカラン誘導体の多くはヒマラヤスギ属の植物の精油に含まれる。数種類のダウカン誘導体は野生種のニンジン (Daucus carota) に含まれることから、その名称の由来となった。マラスマン誘導体のイソベレラールは抗生物質としての作用を持ち、イソラクタラン誘導体であるメルリジアールはキノコの一種シワタケ (Merulius tremellosus, Phlebia tremellosa) の代謝物である。アコランおよび50種が知られるカミグラン誘導体はスピロ化合物であり、カミグラン類は藻類によって産生される。セドラン誘導体の一種のセドロールはヒマラヤスギの香気成分である。ヒルスタン誘導体はキノコの代謝物として存在し、ヒルスタム酸などが知られている。
ファルネシル二リン酸を前駆体としない多環式セスキテルペンも存在する。

## ジテルペン
ゲラニルゲラニオール - フィトール - アビエチン酸 - ピマラジエン - ダフネトキシン - タキソール - ピマール酸

## セステルテルペン
ゲラニルファルネシル二リン酸を前駆体として合成される。ジテルペンまでと比較すると、自然界に存在する例は少ない。
ゲラニルファルネソール

## トリテルペン
スクアレン - リモニン - カメリアゲニン - ホパン - ステロール - ファシクロール

## テトラテルペン
カロテノイド

## ポリテルペン
ゴム